# Узагальнений алгебричний тип даних
Узага́льнений алгебри́чний тип да́них (англ. generalized algebraic data type, GADT) — один з видів алгебричних типів даних, який характеризується тим, що його конструктори можуть повертати значення не свого типу, пов'язаного з ним. Створені під впливом робіт про індуктивні сімейства серед дослідників залежних типів.
Такі типи реалізовано в кількох мовах програмування, зокрема в мовах OCaml (починаючи від версії 4), Idris, Agda та Haskell, причому в останньому вони не входять до стандарту мови, а реалізовані лише в одному з розширень компілятора GHC. Мова Haskell імітує індуктивне сімейство, подаючи їх типами, індексованими іншими типами.
Застосовуються в узагальненому програмуванні, моделюванні абстрактного синтаксису вищого порядку мов програмування та моделювання об'єктів, збереженні інваріантів структур даних, вираженні обмежень у вбудованих предметно-орієнтованих мовах.

## Історія
Рання версія узагальнених алгебричних типів даних, яку описали Леннарт Аугустсон і Кент Петерсон 1994 року, ґрунтувалася на зіставленні зі взірцем у системі доведення теорем ALF.
У сучасній формі GADT ввели 2003 року незалежно Чейні (Cheney) та Гінц (Hinze) і до цього Сі (Xi), Чен (Chen) і Ченом (Chen) як розширення алгебричних типів даних ML і Haskell. Введені узагальнені типи виявилися еквівалентними один одному і схожі на індуктивні сімейства типів даних (або індуктивні типи даних), використовувані в Coq у численні конструкцій  .
2006 року розроблено розширені алгебричні типи даних, що поєднують узагальнені алгебричні типи даних з екзистенційними типами даних та обмеженнями класу типів, які ввели Перрі (Perry), Ляуфер (Läufer) і Одерски в середині 1990-х.
Вивід типів за відсутності оголошень типів, заданих програмістом, є алгоритмічно нерозв'язною задачею, а функції, визначені на узагальнених АТД, у загальному випадку можуть не приймати основних типів.
Реконструкція типу вимагає під час проєктування кількох компромісів та є станом на 2011 рік темою досліджень.

## Приклад на Haskell
У цьому прикладі визначається узагальнений тип Type, у якому подано кілька типів:
```
data
 
Type
 
::
 
*
 
->
 
*
 
where

  
Char
 
::
 
Type
 
Char

  
Int
 
::
 
Type
 
Int

  
List
 
::
 
Type
 
a
 
->
 
Type
 
[
a
]

```

Для цього типу можна скласти ad-hoc-поліморфну функцію підсумовування:
```
sum
 
::
 
Type
 
a
 
->
 
a
 
->
 
Int

sum
 
Char
 
_
 
=
 
0

sum
 
Int
 
n
 
=
 
n

sum
 
(
List
 
a
)
 
xs
 
=
 
foldr
 
(
+
)
 
0
 
(
map
 
(
sum
 
a
)
 
xs
)

```

Яку можна застосовувати для типів, які підтримуються Type, наприклад, для типу [Int]:
```
sum
 
(
List
 
Int
)
 
[
1
,
 
2
,
 
4
]

```